# Baiardo (famiglia)
I Baiardo sono una famiglia iscritta nell’Annuario della Nobiltà Italiana e nel relativo elenco dal 1927. L'Illustre famiglia trae origine verso la metà del XVI secolo ed è, da tradizione, associata a Jeanne Terrail de Bayard, unica figlia di Pierre Terrail de Bayard detto “il Baiardo” noto per essersi distinto durante le guerre rinascimentali italiane. Nata principalmente in Liguria e soprattutto nel Genovese, è sviluppata in diversi rami nel Nord Italia.
Arma: D'azzurro al cavallo rivoltato di oro, a tre stelle dello stesso, ordinate in fascia nel capo.